# Саввидис, Симеон

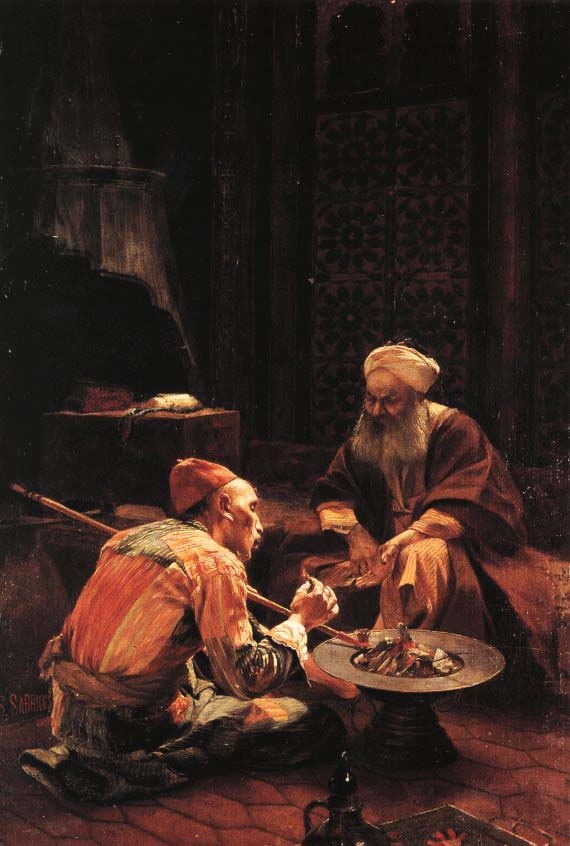
Зажигание кальяна (1898) Национальная галерея, Афины.

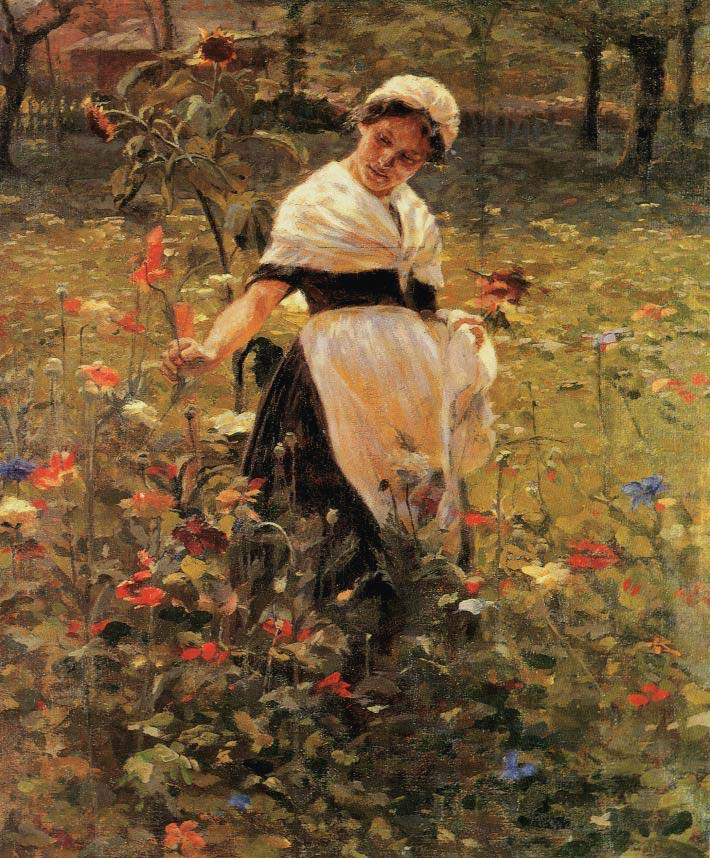
Изучение цветов (1910). Национальная галерея, Афины.

Симеон Саввидис (греч. Συμεών  Σαββίδης, 1859 г., Токат Османская империя — 1927 г., Афины, Греция) — греческий художник, один из основных представителей так называемой «Мюнхенской школы» греческой живописи.

## Биография
Симеон Саввидис родился в 1859 году в Эвдокиаде Понта, нынешнем турецком городе Токате.
Родители Симеона Саввидиса были зажиточными торговцами и отправили его первоначально учиться в греческую Торговую школу острова Халки Мраморного моря, который располагался недалеко от Константинополя. После этого Симеон Саввидис, у которого проявилась склонность к рисунку и чертежу, отправился в Греческое королевство, где поступил на факультет архитектуры в Афинский Политехнический университет, где обучался с 1878 по 1880 год. Знакомство с марсельским банкиром Стефаносом Зафиропулосом изменило его жизнь. Банкир оценил его художественные способности и предоставил ему стипендию для продолжения учёбы, но теперь уже живописи в Академии Мюнхена у художников Николаоса Гизиса и Вильгельма фон Дица. В Мюнхене Симеон Саввидис обучался с 1880 по 1887 год.
Симеон Саввидис прожил 40 лет в Мюнхене, совершив лишь несколько поездок на родину в Малую Азию в поисках материала для своих работ. Симеон Саввидис выставлял свои работы на международных выставках в Берлине, Лейпциге, Гамбурге, Вене, Париже и Лондоне. Он также принимал также участие на выставках в Афинах.
Первая мировая война оборвала связь Симеона Саввидиса с Родиной, что стало причиной плохого материального положения художника. Работы художника не имели при его жизни коммерческого успеха.
В 1925 году Симеон Саввидис вернулся бедным и больным в Афины, где и умер двумя годами позже. В 1931 году в Афинах была организована выставка-ретроспектива работ художника.

## Работы

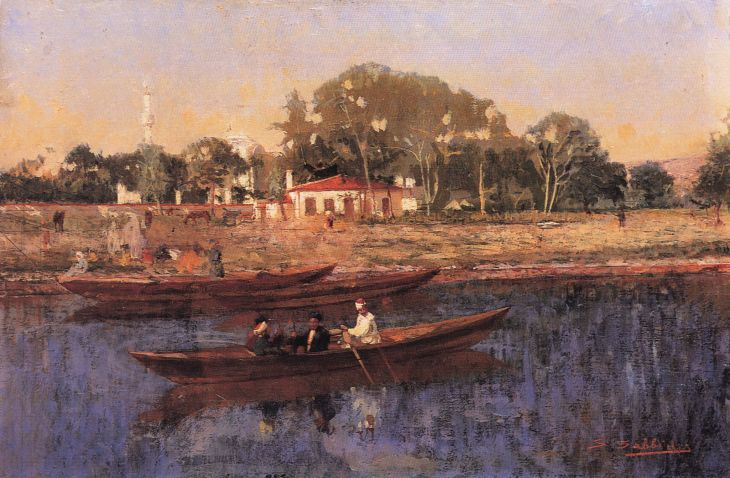
Лодки в водах Босфора (1903). Национальная галерея, Афины

Симеон Саввидис считается одним из самых значительных мастеров греческой живописи 19-го века. Характерными образцами его работы являются Зажигание кальяна, Изучение цветов и импрессионистской тенденции Лодки в водах Босфора.
Свои взгляды на технику живописи Саввидис изложил в своей работе Труды и побочная работа (Έργα και πάρεργα), которую издал на немецком языке. Многие из своих работ он подписывал как «S. Sabbides». Его записная книжка с записями на немецком языке хранится в Национальной галерее Греции.
Историки искусства причисляют Симеона Саввидиса к Мюнхенской школе и более конкретно — к «ориенталистам» («orientalistes»), главной тематикой которых был Восток. Однако в последние годы своей жизни художник чаще обращался к пейзажам с ярким светом, достаточно часто для того чтобы быть «обвинённым» в том что он «оставляет немецкую манеру выражения, чтобы вновь учиться в школе природы».
В 2006 года в Национальной галерее Греции состоялась выставка работ художника.